# Vkhod v labirint
Vkhod v labirint (russisk: Вход в лабиринт) er en sovjetisk miniserie fra 1989 af Valerij Kremnjov.

## Medvirkende
- Igor Kostolevskij — Oleg Petrovitj Muromtsev
- Ivars Kalniņš — Aleksandr Nikolaevitj Panafidin
- Jurij Nazarov — Andrej Filippovitj Pozdnjakov
- Zhanna Prokhorenko — Anna Vasiljevna
- Tatjana Nazarova — Dasja